# Adapsilia spinifemur
Adapsilia spinifemur är en tvåvingeart som beskrevs av Friedrich Georg Hendel 1934. Adapsilia spinifemur ingår i släktet Adapsilia och familjen Pyrgotidae.
Artens utbredningsområde är Nigeria. Inga underarter finns listade i Catalogue of Life.